# José Pedro Díaz
Pour les articles homonymes, voir José Díaz et Díaz.
José Pedro Díaz D'Onofrio, né à Montevideo le 12 janvier 1921 et mort dans la même ville le 3 juillet 2006, était un écrivain, essayiste et professeur uruguayen. 

## Biographie
Il a été professeur de littérature à l'Institut des professeurs Artigas (espagnol: Instituto de Profesores Artigas, IPA) et professeur des universités de la littérature française.
Il a épousé Amanda Berenguer (1921-2010) en 1944.

## Œuvres

### Poésie
- Canto pleno (1939)
- Tratado de la llama (1957)
- Ejercicios antropológicos (1967)
- Nuevos tratados y otros ejercicios (1982)

### Récit
- El abanico rosa (1941)
- El habitante (1949)
- Los fuegos de San Telmo (1964)
- Partes de naufragios (1969)

### Essai
- Una conferencia sobre Julio Herrera y Reissig (1948)
- Poesía y magia (1949)
- Gustavo Adolfo Bécquer: vida y poesía (1953)
- La búsqueda del origen y el impulso a la aventura en la narrativa de André Gide (1958)
- Balzac, novela y sociedad (1974)
- El espectáculo imaginario (1986)
- Juan Carlos Onetti. El espectáculo imaginario II (1989)
- Felisberto Hernández. El espectáculo imaginario I (1991)
- Felisberto Hernández: su vida y su obra (1999)